# Ruggero II di Montgomery
Ruggero di Montgommery di Montgommery, in francese: Roger II de Montgommery (XI secolo – Shrewsbury, 27 luglio 1094), fu signore di Montgommery e visconte di Hiesmois, prima del 1048, Signore di Bellême e signore d'Alençon, dal 1052 circa, ed il primo conte di Shrewsbury, dal 1074 alla sua morte.

## Origine
Secondo il monaco cristiano e scrittore, normanno, Guglielmo di Jumièges, nel suo Historiae Normannorum scriptores antiqui, Ruggero era il figlio terzogenito del visconte di Hiesmois e signore di Montgommery, Ruggero I e, come conferma la Chronica Albrici Monachi Trium Fontium di Iosselina, figlia di Seufria, sorella della contessa di Rouen e marchesa di Normandia, Gunnora.
Di Ruggero I di Montgomery, di origine normanna, non si conoscono gli ascendenti.

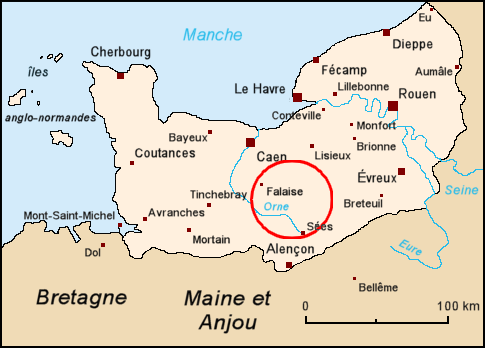
Normandia medievale, localizzazione di Hiesmois

## Biografia
Ancora secondo Guglielmo di Jumièges, suo padre, Ruggero I, dopo la morte del duca di Normandia, Roberto il Magnifico, detto anche Roberto il Diavolo, (1035) non ebbe più una posizione di rilievo nel ducato di Normandia; infatti, durante la reggenza di Gilberto di Brionne, che era stato nominato custode per Guglielmo II il giovane figlio del duca Roberto, uno dei figli di Ruggero, sgozzò Osberno di Crepòn, siniscalco e co-reggente del ducato, che era figlio di un fratello di Gunnora, contessa di Rouen e marchesa di Normandia.
Per questo motivo, Ruggero fu esiliato ed andò a Parigi, mentre i suoi cinque figli rimasero in Normandia e continuarono a tenere un comportamento da facinorosi.
Dopo che il suo reato era stato prescritto, Ruggero I rientrò nel ducato.
Ruggero I morì prima del 1048, e, sempre secondo Guglielmo di Jumièges, fu trucidato nel sonno assieme ad alcuni suoi compagni, per vendicare la morte di Osberno di Crepòn.
Dopo la morte di Ruggero, il figlio primogenito Ugo gli succedette nella viscontea di Hiesmois, mentre signore di Montgommery divenne Ruggero, come conferma il The Complete Peerage (non consultato).
Suo fratello, Ugo, morì in battaglia prima del 1048, nel periodo di turbolenza, seguito all'assassinio di Gilberto di Brionne, ancora secondo il The Complete Peerage (non consultato), per cui Ruggero divenne anche visconte di Hiesmois.
Verso il 1050, Ruggero sposò Mabel, che ancora secondo Guglielmo di Jumièges, era figlia Signore di Bellême e signore d'Alençon, Guglielmo II e di Hildeburga, figlia di Arnolfo (Hildeburgem quippe filiam Arnulfi).
Guglielmo II Talvas, in quel periodo era stato spodestato dal figlio, Arnolfo, era stato esiliato ed aveva trovato ospitalità presso Ruggero.
Arnolfo, governò per poco, in quanto fu trovato nel suo letto strangolato, sembrerebbe da un suo fratellastro, Oliviero (ab Olivaro germano suo).
Guglielmo Talvas morì verso il 1052 e lasciò tutti i suoi domini a Mabel ed al genero.
In quel periodo, secondo il monaco e cronista inglese, Orderico Vitale, per il loro comportamento (golosi, libidinosi ed altro), sostituì i canonici dell'abbazia di Troarn (che erano stati introdotti da suo padre, Ruggero I), con monaci che erano più ossequiosi e ligi ai principi religiosi.
Ruggero aveva anche edificato due chiese, come sostiene lo storico William John Corbett.

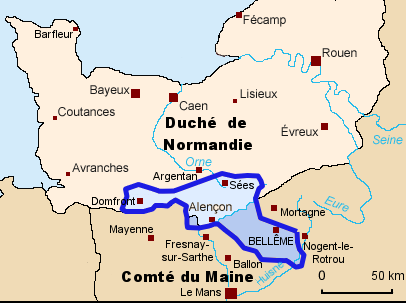
Signorie di Bellême e d'Alençon

Sempre secondo Orderico Vitale, nel 1066, Ruggero, assieme ad altri nobili, fu tra i principali collaboratori di Guglielmo II.
Alla riunione (concilio di Lillebonne) in cui fu decisa la spedizione in Inghilterra partecipò anche Ruggero, che si impegnò di contribuire alla spedizione procurando delle navi; secondo gli Scriptores rerum gestarum Willelmi Conquestoris, Ruggero fu tra coloro che contribuirono alla spedizione per la conquista dell'Inghilterra, della quale Guglielmo II detto il Bastardo divenne sovrano, nel 1066, specificando che fornì 60 navi per l'impresa (A Rogero de Montgumeri 60 naves).
Ancora secondo Orderico Vitale, nel 1066, quando Guglielmo II, partì per la spedizione in Inghilterra, lasciò Ruggero a proteggere la moglie, Matilde di Fiandra ed il figlio primogenito, ancora adolescente, Roberto, come protettore della Normandia (tutorem Normanniæ) ed in seguito per questo servizio, Ruggero ricevette, prima le contee di Chichester e Arundel e poi in un secondo tempo la contea di Shrewsbury.

Infatti fu Ruggero, a nome di Guglielmo II a perdonare i monaci dell'abbazia della Santa Trinità di Rouen per le loro calunnie, come ci viene confermato dal documento n° XXXIX del Cartulaire de l'abbaye de Rouen Sainte-Trinité.

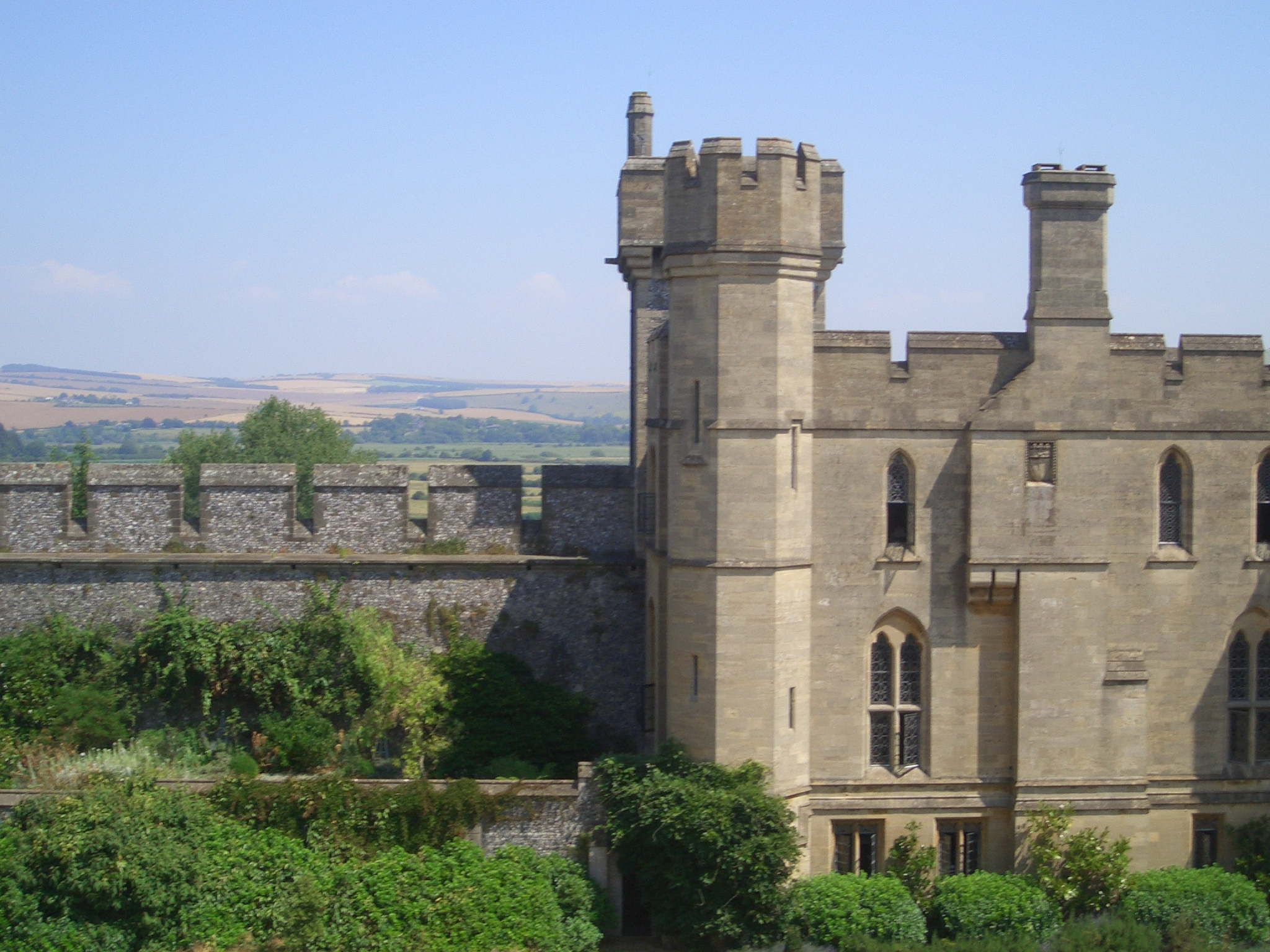
Castello di Arundel

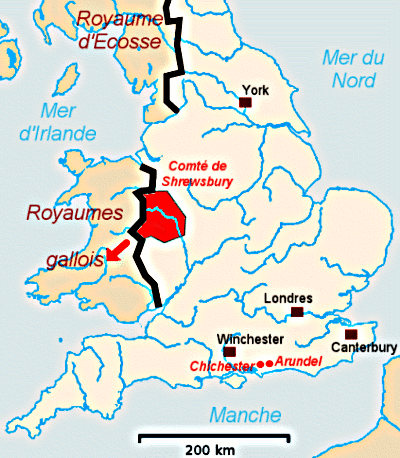
Inghilterra, contea di Shrewsbury e avanzata di Ruggero in Galles; contee di Arundel e Chichester

Pur non avendo partecipato alla battaglia di Hastings, arrivato in Inghilterra si vide assegnate delle terre in punti ove era difficile difendere il paese, fra cui i territori attorno ad Arundel e Chichester, situati nell'attuale Sussex, posto sulla costa meridionale.
Secondo il Extrait de la Chronique de Normandie, Guglielmo II, ora Guglielmo il Conquistatore, lo nominò Maresciallo d'Inghilterra.
Nel 1074 fu creato I conte di Shrewsbury, al confine nord del Galles e piano piano accumulò molte delle terre che costituiscono l'odierno West Sussex, facendo di lui uno degli uomini più ricchi del tempo ed era proprietario di un grande numero di castelli, non solo attorno ad Arundel, ma anche in tutte le terre che rientravano nel contado di cui era stato investito;lo storico William John Corbett sostiene che a Ruggero erano state assegnate le baronie più ricche e che aveva ottenuto il permesso di costruire liberamente dei castelli.
Secondo il documento n° 1 del Cartulaire de Marmoutier pour le Perche, tra il 1070 ed il 1079, Ruggero con la moglie, Mabel ed il figlio, Roberto, donarono una proprietà alla chiesa di Notre-Dame de Bellême.
La famiglia di Guglielmo di Giroie era caduta in disgrazia ed alcuni loro possedimenti, sempre secondo Orderico Vitale, erano stati occupati da Ruggero II, che li tenne per 26 anni, riportando altresì che sinché Mabel fu in vita, avendo in odio i fondatori (i Giroie) di un monastero li continuò a molestare; infine questa donna, definita crudele e sanguinaria che aveva portato molti nobili alla povertà obbligandoli a mendicare all'estero, trovò il suo giustiziere: Ugo d'Igé (dove sorgeva un castello che i Bellême avevano sottratto ai Giroie). Mabel fu uccisa il 2 dicembre 1079, da Ugo, che, assieme a tre fratelli, si introdusse nel castello di Bures (vicino a Caen), e la decapitò, mentre lei si rilassava nel letto dopo aver fatto un bagno. Gli assassini di Mabel fuggirono nel Ducato di Puglia. Il corpo di Mabel fu portato a Troarn, dove fu sepolto 3 giorni dopo (il 5 dicembre), nel convento della città.
Dopo la morte di Mabel, le sue signorie furono governate dal marito, Ruggero II.
Ancora secondo Orderico Vitale, nel 1083, Ruggero diede mandato a due suoi collaboratori di erigere una chiesa in onore di San Pietro.
Dopo la morte di Guglielmo nel 1087, Ruggero intraprese la conquista di territori gallesi, arrivando sino a Pembroke, dove costruì un castello.
Quando, nel 1088, iniziò la rivolta contro il nuovo re, Guglielmo II il Rosso, per dare il trono inglese al fratello, il primogenito, Roberto, che fu capeggiata dal conte del Kent, il potente vescovo Oddone di Bayeux, zio sia di Guglielmo che di Roberto, come conferma anche il The Chronicles of Florence of Worcester with two continuations (London), sempre secondo il The Chronicles of Florence of Worcester with two continuations (London), Ruggero si allineò con i rivoltosi, ma in seguito passò al servizio di Guglielmo II il Rosso, che lo perdonò lasciandogli tutte le sue proprietà che vennero invece confiscate agli altri ribelli.
Ancora secondo Orderico Vitale, Ruggero morì circa sei anni dopo Guglielmo il Conquistatore; morì a Shrewsbury, nel 1094, dove venne sepolto, nella chiesa dedicata a San Pietro, da lui edificata.
Dopo la sua morte, le sue proprietà vennero equamente divise fra i suoi numerosi figli, come da volontà testamentarie.

## Matrimoni e discendenza
Dalla prima moglie, Mabel, Ruggero II ebbe 10 figli:
- Roberto[8][32] (1052 - 1130 circa), III conte di Shrewsbury e conte d'Alençon[33]
- Ugo[8][34] († 1098), II conte di Shrewsbury. Morì combattendo contro Magnus III di Norvegia
- Ruggero detto di Poitou[8][35] (1058 - fra il 1122 e il 1140), conte de La Marche[33]
- Filippo[8][36] († 1099) durante l'assedio di Antiochia durante la Prima crociata, come ci conferma Orderico Vitale[37]
- Arnolfo[8][38] (1068 circa - dal 1118 al 1122), che governò la contea di Pembroke, senza ottenerne il titolo, bandito dall'Inghilterra, nel 1102, si sposò in Scozia[39]
- Aimeria[40][41] (1050 circa - † 1100) che sposò Warin di Metz[42]
- Emma[8][43] († 1113) badessa di Almenêches, come conferma Orderico Vitale[33]
- Matilda[8][44] († 1085) che sposò Roberto, conte de Mortain e conte di Cornovaglia, fratellastro uterino di Guglielmo il conquistatore[33]
- Mabel[8] († dopo il 1132) che sposò Gervasio, signore di Châteauneuf-en-Thymerais[33]
- Sibilla[8][45] (1058 circa - † 1107 circa) che sposò Robert Fitzhamon, signore di Creully[33].

Dopo la morte della prima moglie, Mabel, Ruggero II, in seconde nozze sposò Adelaide di Breteuil.
Da Adelaide, Ruggero II ebbe un figlio:
- Everardo[47] († 1135), che fu un ecclesiastico[33].

Da un'amante di cui non si conoscono né il nome né gli ascendenti ebbe un figlio:
- Ugo,[48] come conferma il The Complete Peerage (non consultato)[31]

### Fonti primarie
- (LA)  Monumenta Germanica Historica, tomus XXIII.
- (LA)  Historiae Normannorum scriptores antiqui.
- (LA)  Historia Ecclesiastica, tomus II.
- (LA)  Historia Ecclesiastica, tomus III.
- (LA)  Ordericus Vitalis, Historia Ecclesiastica, vol. unicum.
- (LA)  Scriptores rerum gestarum Willelmi Conquestoris.
- (LA)  Collection des cartulaires de France.
- (LA)  Cartulaire de Marmoutier pour le Perche.
- (LA)  Florence of Worcester chronicle.
- (FR)  Recueil des historiens des Gaules et de la France. Tome 13.

### Letteratura storiografica
- William John Corbett, "L'evoluzione del ducato di Normandia e la conquista normanna dell'Inghilterra", cap. I, vol. VI (Declino dell'impero e del papato e sviluppo degli stati nazionali) della Storia del Mondo Medievale, 1999, pp. 5–55.
- William John Corbett, "Inghilterra, 1087-1154", cap. II, vol. VI (Declino dell'impero e del papato e sviluppo degli stati nazionali) della Storia del Mondo Medievale, 1999, pp. 56–98.
- (EN)  The Annals of Inisfallen (Dublin).